# Starohaklovský rybník
Starohaklovský rybník je s téměř 45 ha největší rybník na území města České Budějovice. Nachází se na severozápadě města, u Haklových Dvorů, v Českobudějovické pánvi.

## Historie
Rybník byl založen po roce 1523 v místě bývalé osady Houžná, dříve než sousední Novohaklovský rybník směrem na jih. Osada Houžná byla zmiňována již v roce 1263. V místě dnešní rybniční bašty na severu rybníka se nacházela tvrz. Při výstavbě Houženského a Starohaklovského rybníka ves zanikla.

## Vodní režim

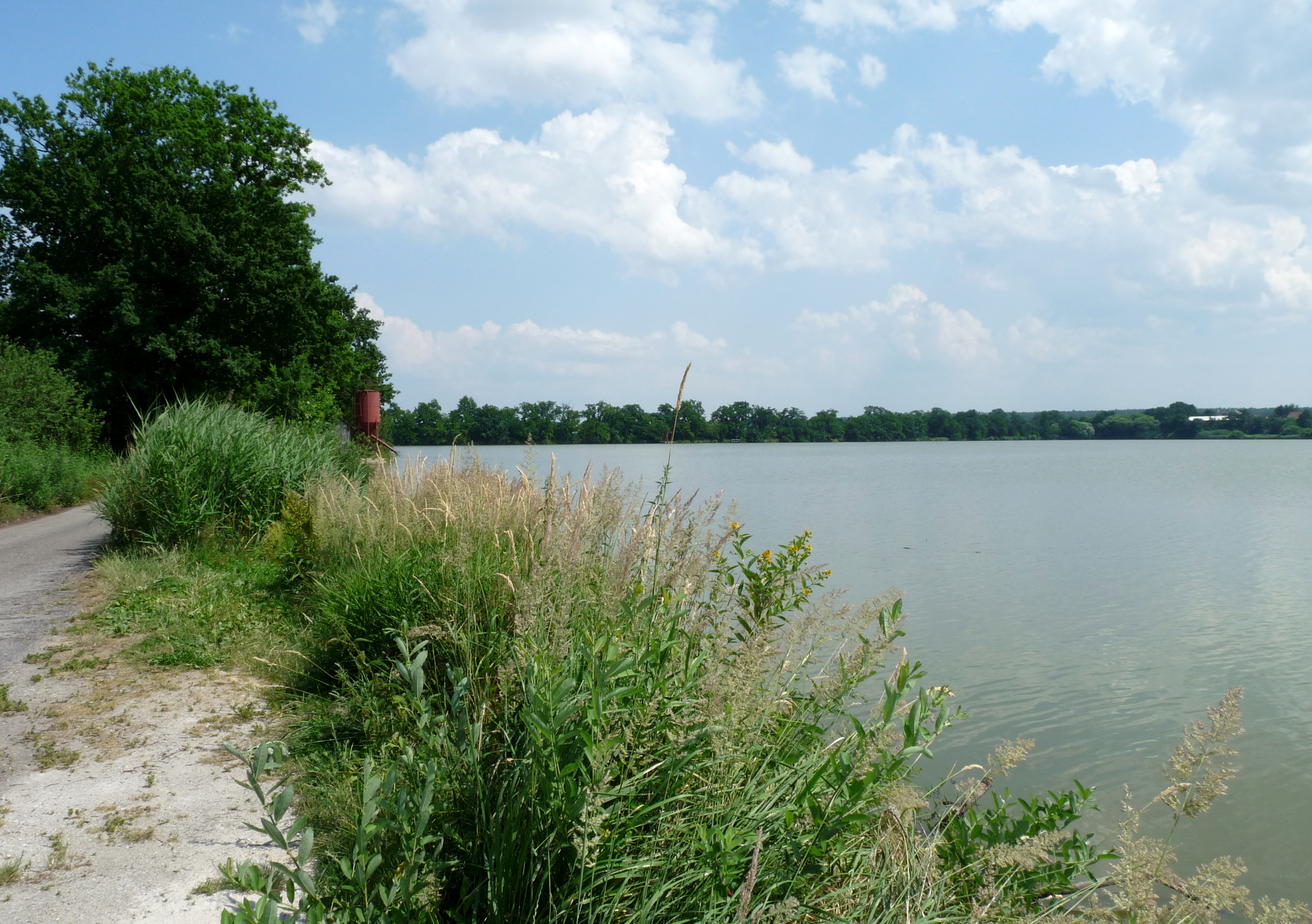

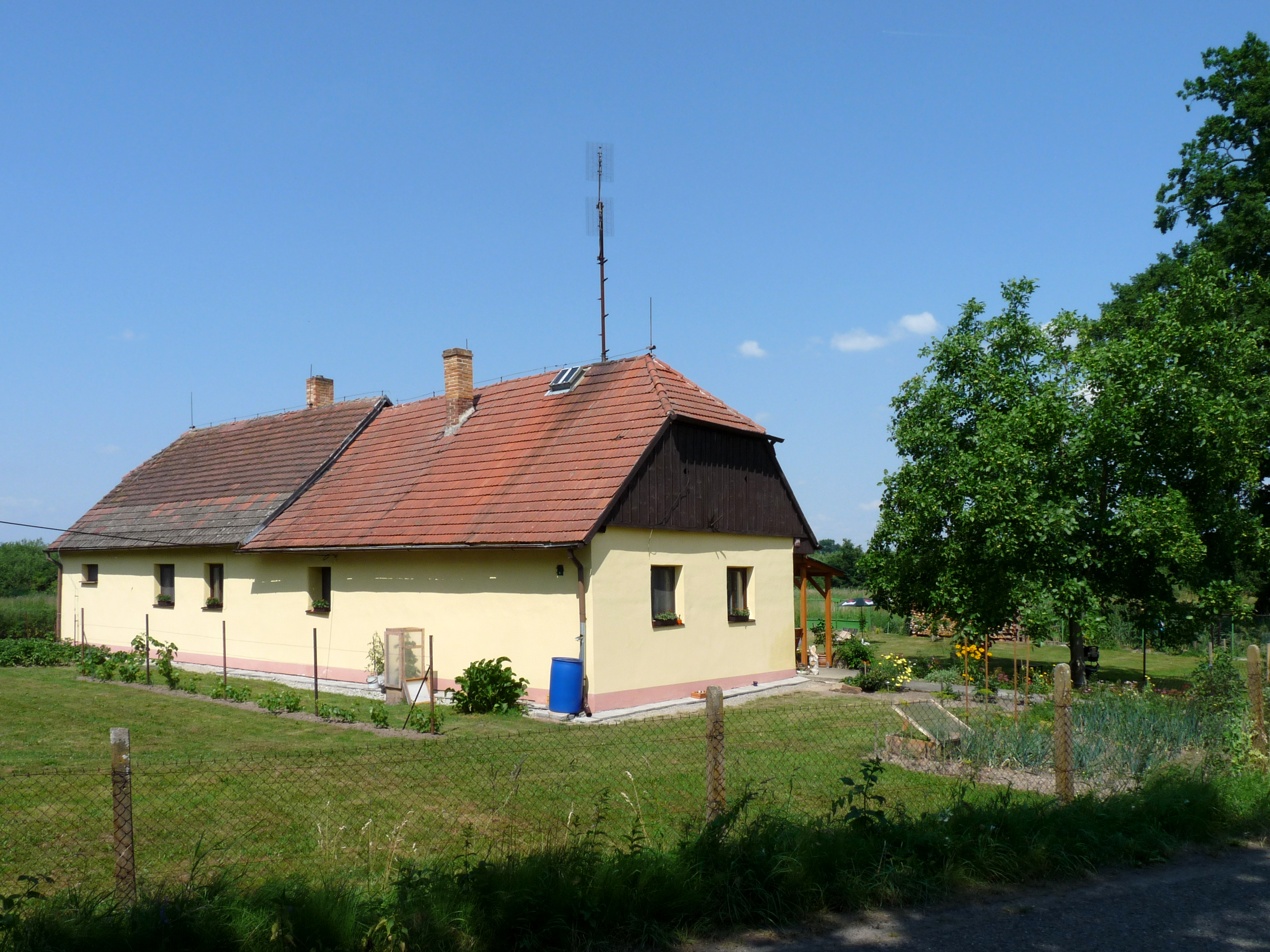
Bývalá bašta

Rybník je součástí rybniční soustavy zbudované na stokách odbočujících z Dehtářského potoka. Stoka do rybníka vtéká ze západu, na východní straně je zbudována relativně nízká a 700 m dlouhá hráz. Výtok ze Starohaklovského rybníka teče dále do rybníka Černiš.

## Využití
Rybník slouží k polointenzivnímu chovu ryb, provozovatelem jsou Lesy a rybníky města České Budějovice. V omezené míře slouží rybník i ke koupání.
U rybníka roste Starohaklovský dub (dub letní), památný strom č. 103178 dle AOPK.